# Witwatersrand
Le Witwatersrand (mot afrikaans qui signifie « la crête des eaux blanches ») est une chaîne de collines culminant à environ 1 800 mètres, mais à seulement 200 mètres au-dessus de la plaine environnante pour 7 à 10 kilomètres de large, située dans la région historique du centre du Transvaal en Afrique du Sud. Cet important massif de la province du Gauteng s'étend de Pretoria à Vereeniging, en passant par la région de Johannesbourg.

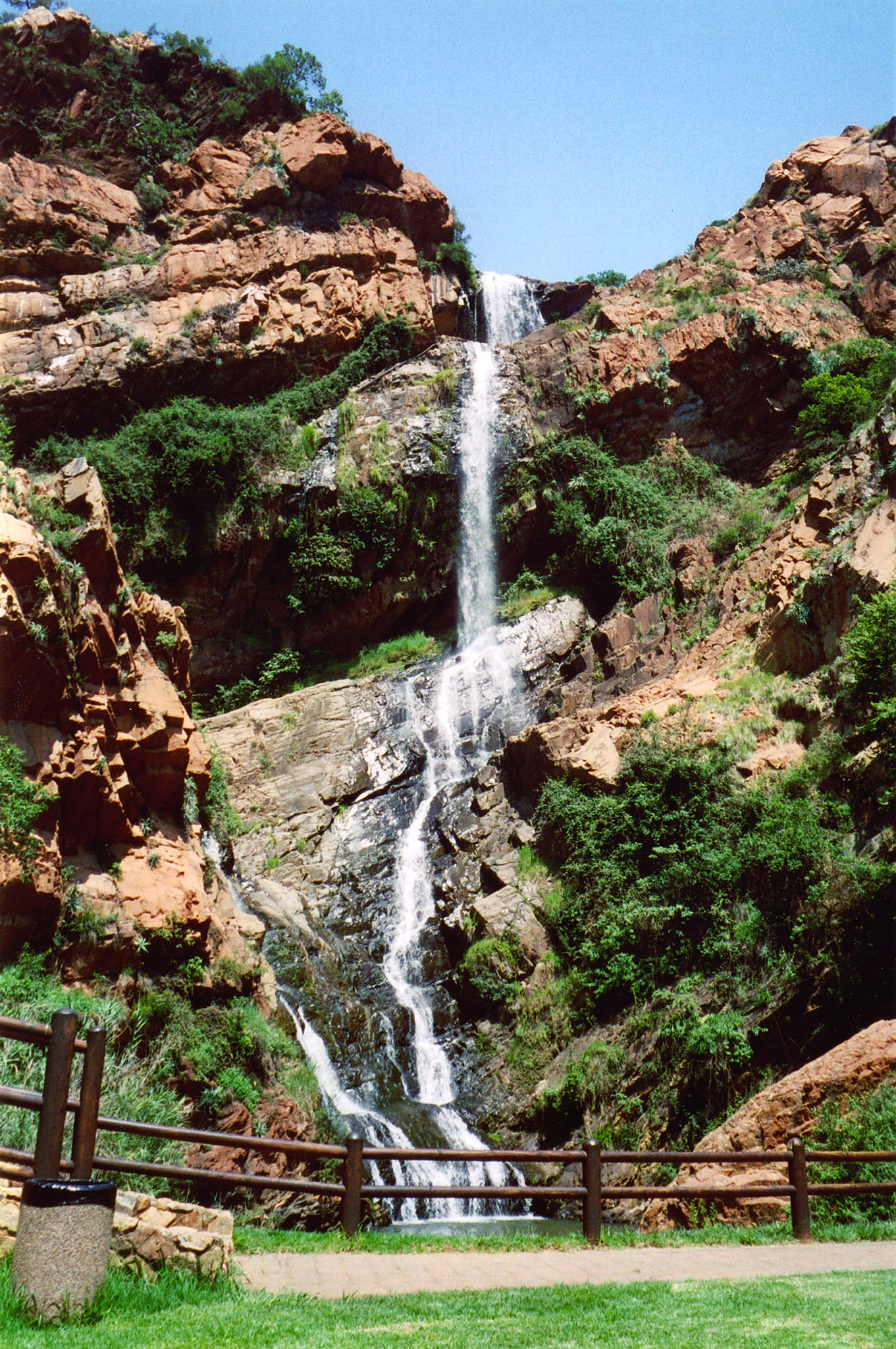
Chutes d'eau dans le jardin botanique du Witwatersrand

Ces collines forment la ligne de partage des eaux entre celles s'écoulant vers le nord-est (océan Indien) et celles s’écoulant vers l'ouest (océan Atlantique). Elles créent aussi une démarcation climatique, puisque les banlieues nord de Johannesbourg sont plus arrosées que les banlieues sud, nettement plus sèches.
Communément appelé le Rand, de ce massif on  extrait en 1913 40 % de l’or mondial. Le rand est d'ailleurs devenu la monnaie officielle de l’Afrique du Sud lorsqu’elle est devenue indépendante du Royaume-Uni en 1961.
Le Witwatersrand est également l’autre nom souvent utilisé pour décrire l’agglomération de Johannesbourg, qui s’étend sur toute la longueur de la zone d’extraction d’or, depuis Randfontein et Carletonville à l’ouest, jusqu’à Springs à l’est. Elle inclut les vastes zones urbaines de l’East Rand, du West Rand et de Soweto.
L’université du Witwatersrand se situe à Johannesbourg.

## Particularité
Des micro-organismes vivent entre 1,9 et 3 kilomètres de profondeur sous le bassin de Witwatersrand où la radioactivité naturelle brise les molécules d'eau, libérant de l'oxygène et de l'hydrogène. Ces micro-organismes utilisent l'hydrogène comme source d'énergie.